# ヴェネラブル (戦列艦・初代)
|          | |
| 艦歴     | |
| 発注:    | 1781年8月9日 |
| 建造:    | ペリー、ウェルズ&グリーン造船所 （ブラックウォール）                                                                                  |
| 進水:    | 1784年4月19日 |
| その後:  | 1804年難破 |
| 性能諸元 | |
| クラス:  | カローデン級戦列艦 |
| 全長:    | 砲列甲板：170ft（52m） 竜骨：139ft 8in（42.6m）                                                                                       |
| 全幅:    | 47ft 2in（14.4m） |
| 喫水:    | 19ft 11in（6.1m） |
| 機関:    | 帆走（3本マストシップ） |
| 乗員:    | 650名 |
| 兵装:    | 74門： 上砲列：18ポンド（8kg）砲28門 下砲列：32ポンド（15kg）砲28門 後甲板：9ポンド（4kg）砲14門 艦首楼：9ポンド（4kg）砲4門 艦尾楼： |

ヴェネラブル（HMS Venerable）はトーマス・スレード設計のカローデン級74門3等戦列艦。1784年4月19日にブラックウォールで進水した。

## 参加海戦
- カンパーダウンの海戦
- アルヘシラス湾の海戦